# Glykogenolys
Glykogenolys är nedbrytningen av glykogen som finns lagrat i levern och musklerna till glukos. Glykogen byggs upp vid högt blodsocker i lever och muskler. Nedbrytning sker när kroppen lider av lågt blodsockervärde. Detta kan sedan ske aerobt genom citronsyracykeln eller anaerobt genom glykolys vilket genererar ATP som används av energikrävande processer i kroppens celler. Hormonerna som är involverade i att starta glykogenolysen är glukagon och adrenalin som utsöndras i kroppen vid lågt blodsockerhalt. 